# Frechen
Frechen is een stad en gemeente in de Duitse deelstaat Noordrijn-Westfalen, gelegen in de Rhein-Erft-Kreis. De gemeente telt 51.947 inwoners (31 december 2020) op een oppervlakte van 45,10 km².

## Stadsindeling
| Ortsteil                                           | Aantal inwoners |
| -------------------------------------------------- | --------------- |
| Frechen-centrum                                    | 23.413          |
| Königsdorf (incl. Neufreimersdorf en Neubuschbell) | 11.941          |
| Bachem (incl. Neuhemmerich)                        | 5.391           |
| Habbelrath                                         | 3.564           |
| Buschbell                                          | 2.960           |
| Grube Carl                                         | 2.024           |
| Hücheln                                            | 1.491           |
| Grefrath                                           | 1.373           |
| Benzelrath                                         | 1.173           |
| Totaal:                                            | 53.330          |

Peildatum: 31 december 2018.
De stadsdelen Buschbell en Hücheln, direct ten noorden van de eigenlijke stad Frechen, zijn in de loop der tijden aan elkaar gegroeid.
Grefrath en Habbelrath liggen 4 km ten westen van het centrum. Grube Carl ligt tussen deze twee stadsdelen en het centrum van Frechen in. Königsdorf ligt ten noorden van de A4 en 4 km ten noordwesten van de binnenstad.
Bachem ligt ten zuiden van het centrum, tussen de B 264 en afrit 105 (Gleuel) van de A1 in.
Benzelrath ligt enkele kilometers ten zuidwesten van de stad. Bij dit stadsdeel bevindt zich de industrielocatie Wachtberg met o.a. een in 2022 gesloten brikettenfabriek.

## Geografie, infrastructuur

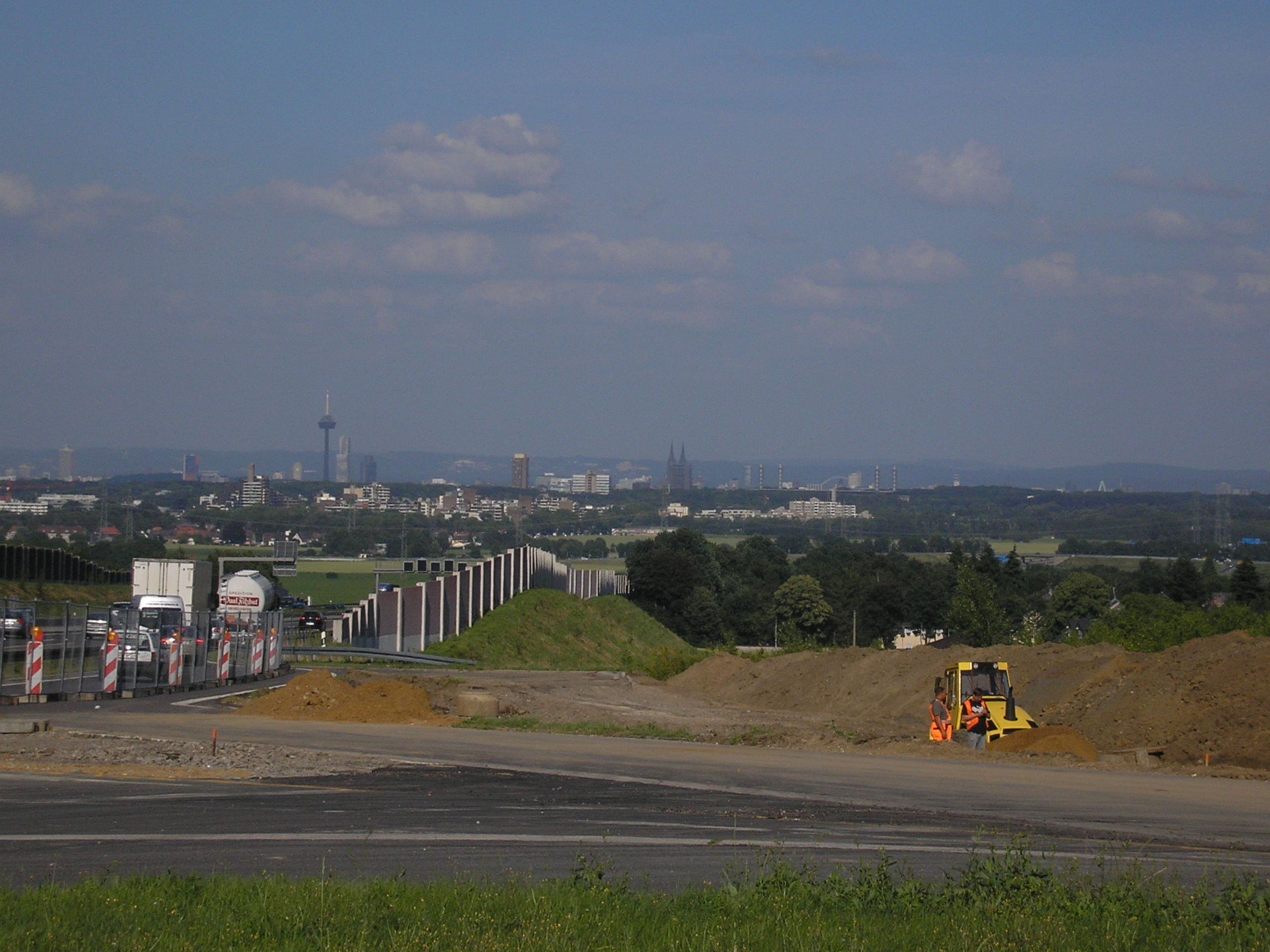
Gezicht op Keulen vanuit Frechen, verzorgingsplaats langs de A4
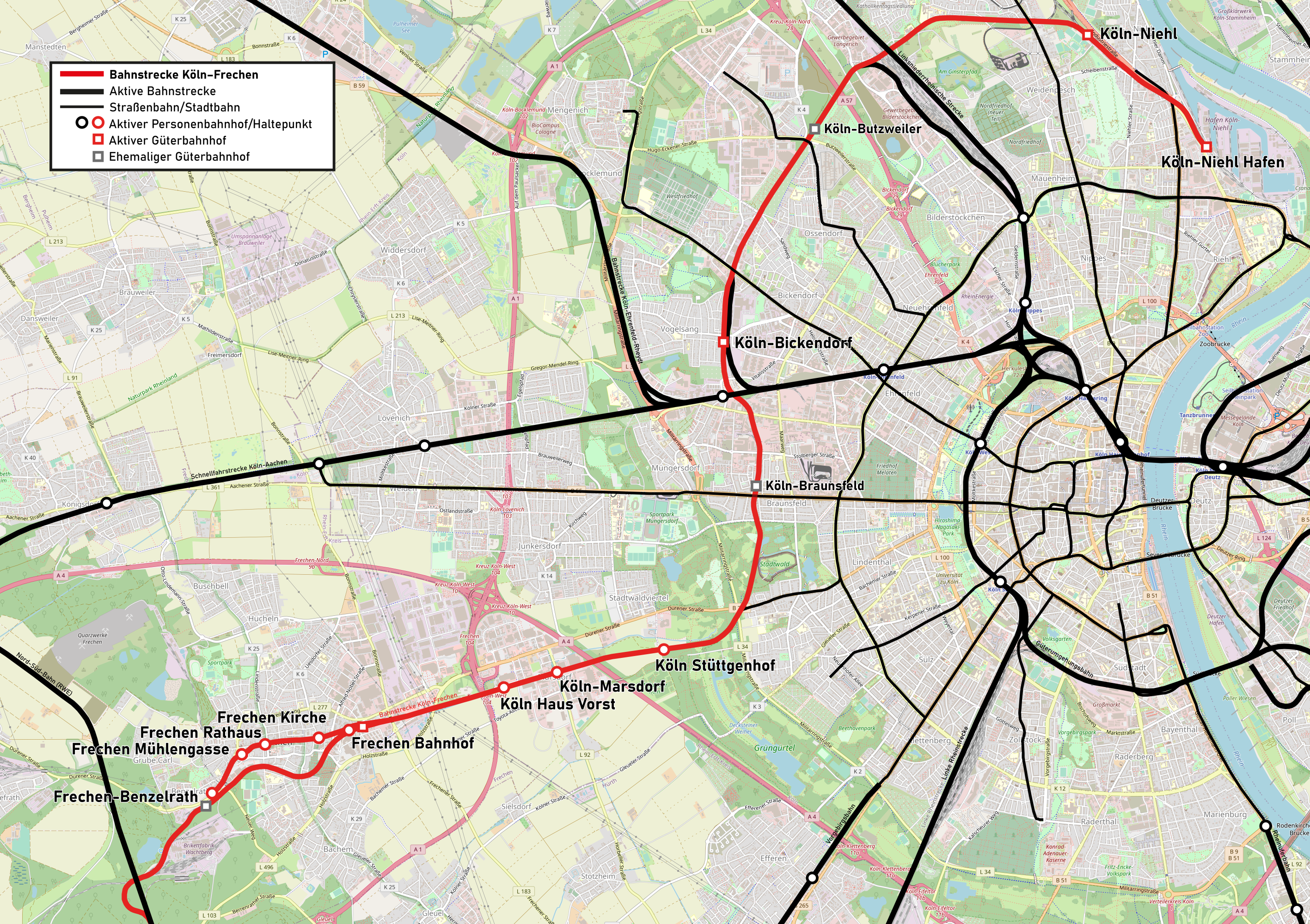
Kaart spoorlijn Frechen - Keulen-Niehl
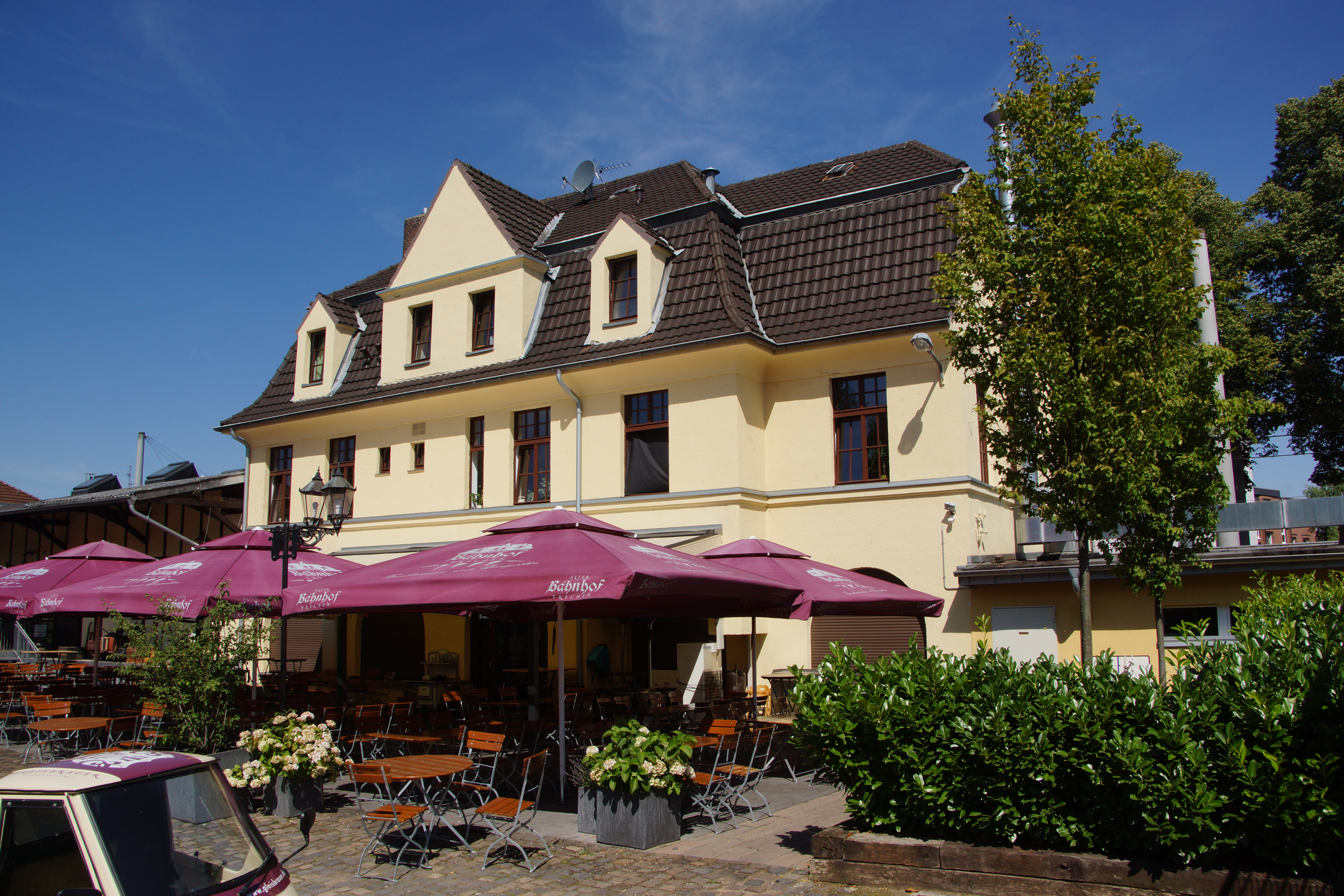
Voormalig station (thans restaurant)
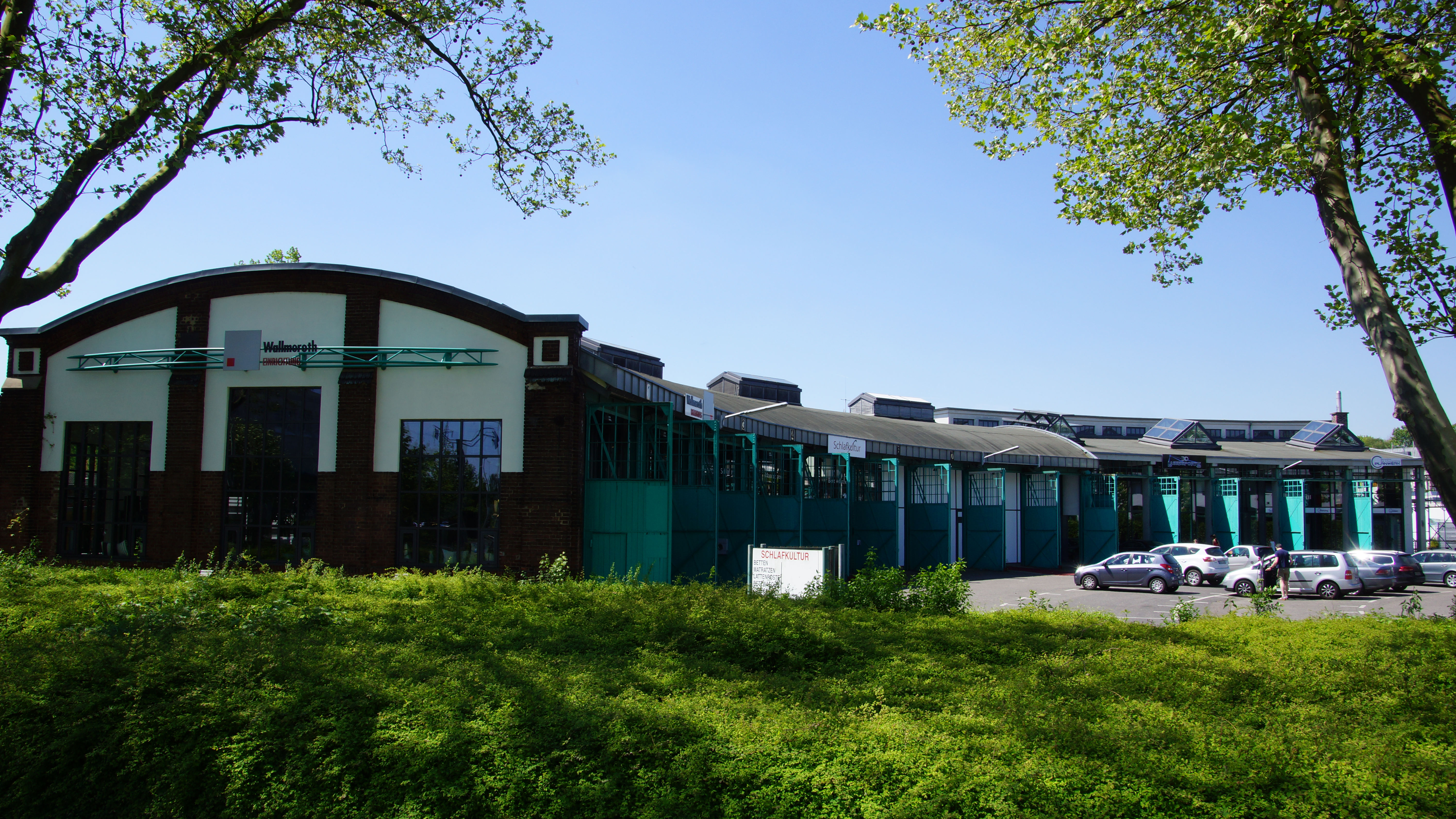
Voormalige locomotiefloods te Frechen
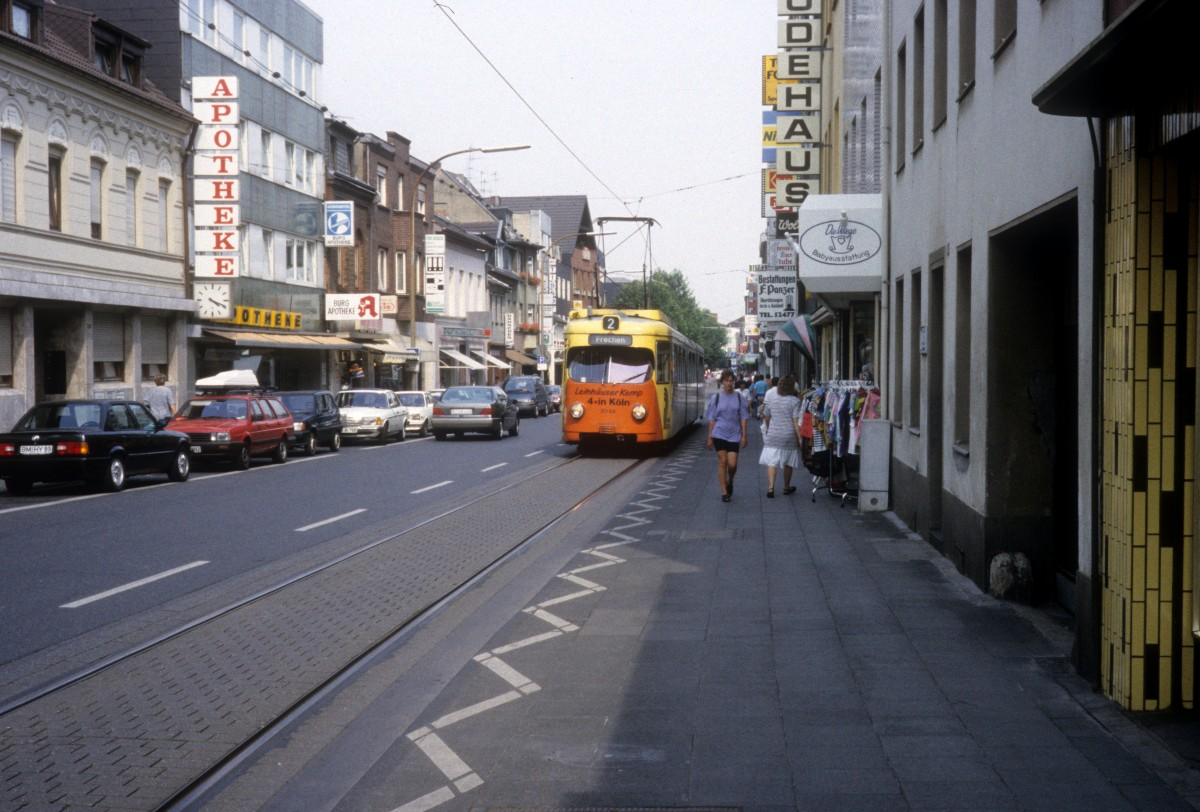
Tram in Frechen, 1992
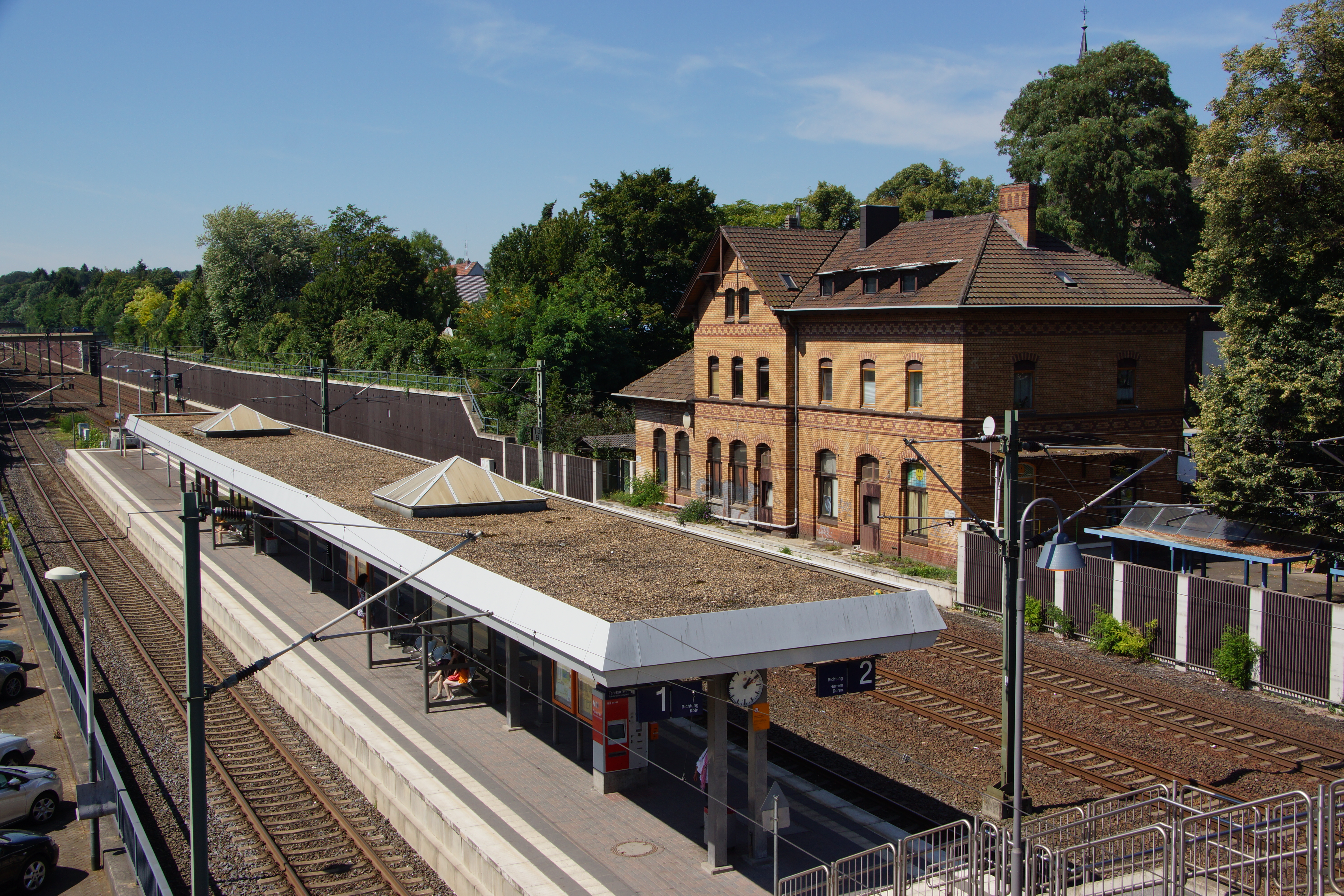
Halte Frechen-Königsdorf van de S-Bahn van Keulen

Frechen grenst in het oosten aan de stad Keulen. Andere buurgemeentes zijn, tegen de wijzers van de klok in: Pulheim, Bergheim, Kerpen (o.a. het tot die stad behorende Horrem) en Hürth.
De belangrijkste verkeersaders voor het autoverkeer zijn de Autobahn A1 en de Autobahn A4, die elkaar ten noordoosten van Frechen kruisen op knooppunt Köln-West. Ten zuidoosten van het centrum loopt de Bundesstraße 264, die op afrit 104, direct aan de zuidkant van knooppunt Köln-West, de A1 kruist.
Sinds 1894 verbindt de "Köln-Frechen-Benzelrather Eisenbahn" (KFBE) Frechen met Keulen, sinds 1933 tramlijn F, in 1969 tramlijn 20 later 2 en thans Lijn 7 van de Stadtbahn van Keulen en rijdt door de Hauptstraße, de west<>oost lopende hoofdwinkelstraat van Frechen. In stadsdeel Königsdorf is een station van de lijnen S12 en S19 (Station Horrem - Köln Hauptbahnhof) van de S-Bahn van Keulen. Zie ook: Spoorlijn Keulen - Aken.
Vanaf 1893 bestaat een apart spoorlijntje voor o.a. de afvoer van bruinkoolbriketten en zilverzand, maar ook voor personenvervoer, tussen Frechen-Benzelrath en de Rijnhaven Keulen-Niehl. Na de Tweede Wereldoorlog maakte dit lijntje, voor wat het personenvervoer betreft, plaats voor tramlijnen. Anno 2024 is de situatie op deze spoorlijn Keulen- Frechen als volgt (zie ook bovenstaande kaart): Van Benzelrath, met een groot rangeerterrein, tot aan de Neue Weg, aan de zuidwestrand van het centrum van Frechen, alsmede vanaf een halte tussen Köln-Stüttgenhof en Köln-Braunsfeld tot het eindpunt in Köln-Niehl Hafen, vindt op dit sterk verouderde lijntje goederenvervoer, o.a. van zilverzand en bruinkoolproducten, plaats. De goederentreinen mogen op sommige plekken, waar veel onbewaakte overwegen zijn, niet sneller rijden dan 20 km/h. Op het tussenliggende gedeelte, dwars door Frechen, en langs het voormalige treinstation van de stad, rijden zowel goederentreinen als, voor het personenvervoer, trams van de Kölner Stadtbahn.
Van Frechen rijden verscheidene streekbuslijnen naar o.a. Horrem en naar diverse buitenwijken van Keulen.

## Economie

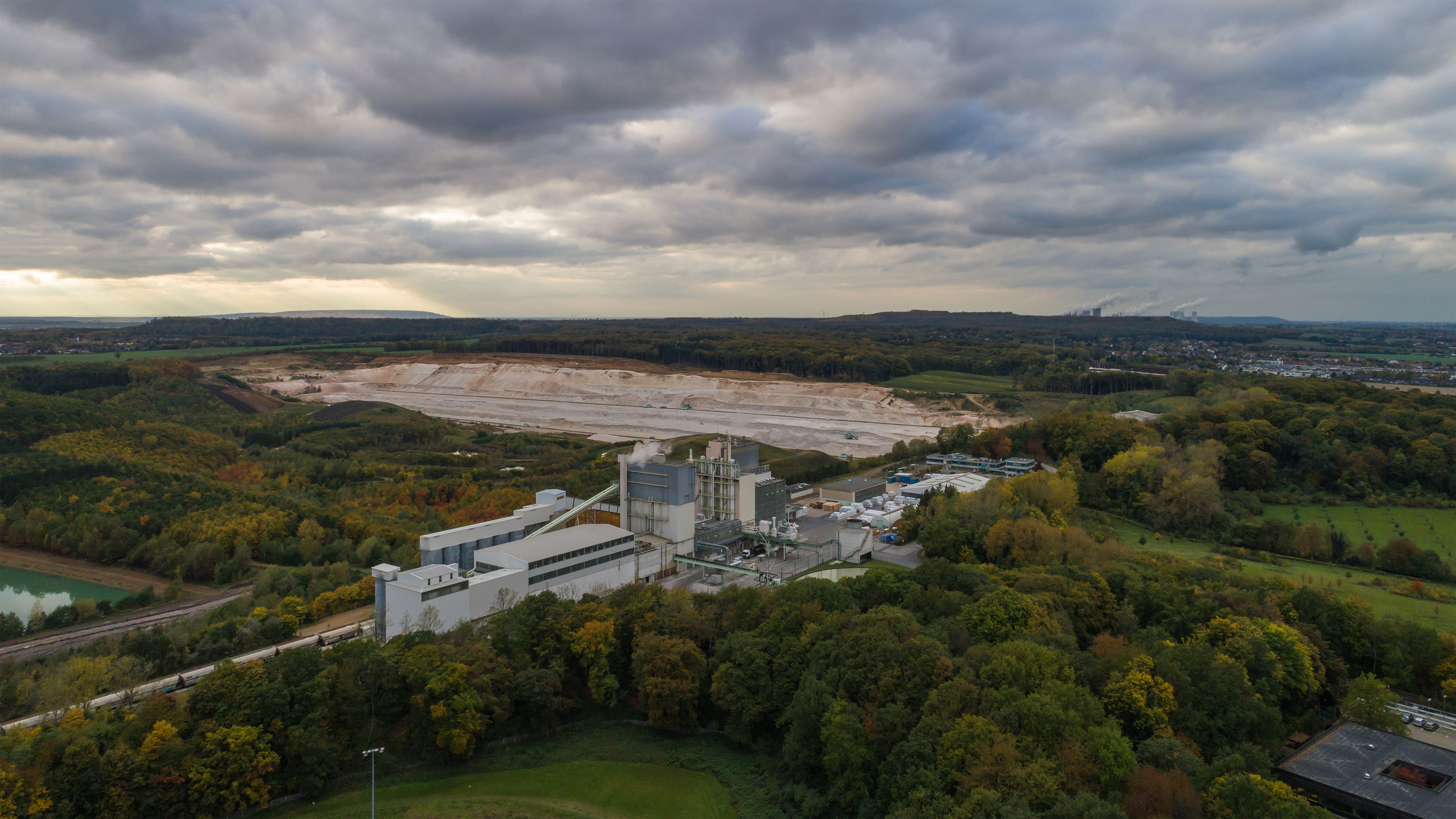
Zilverzandgroeve Quarzwerke Gruppe bij Frechen
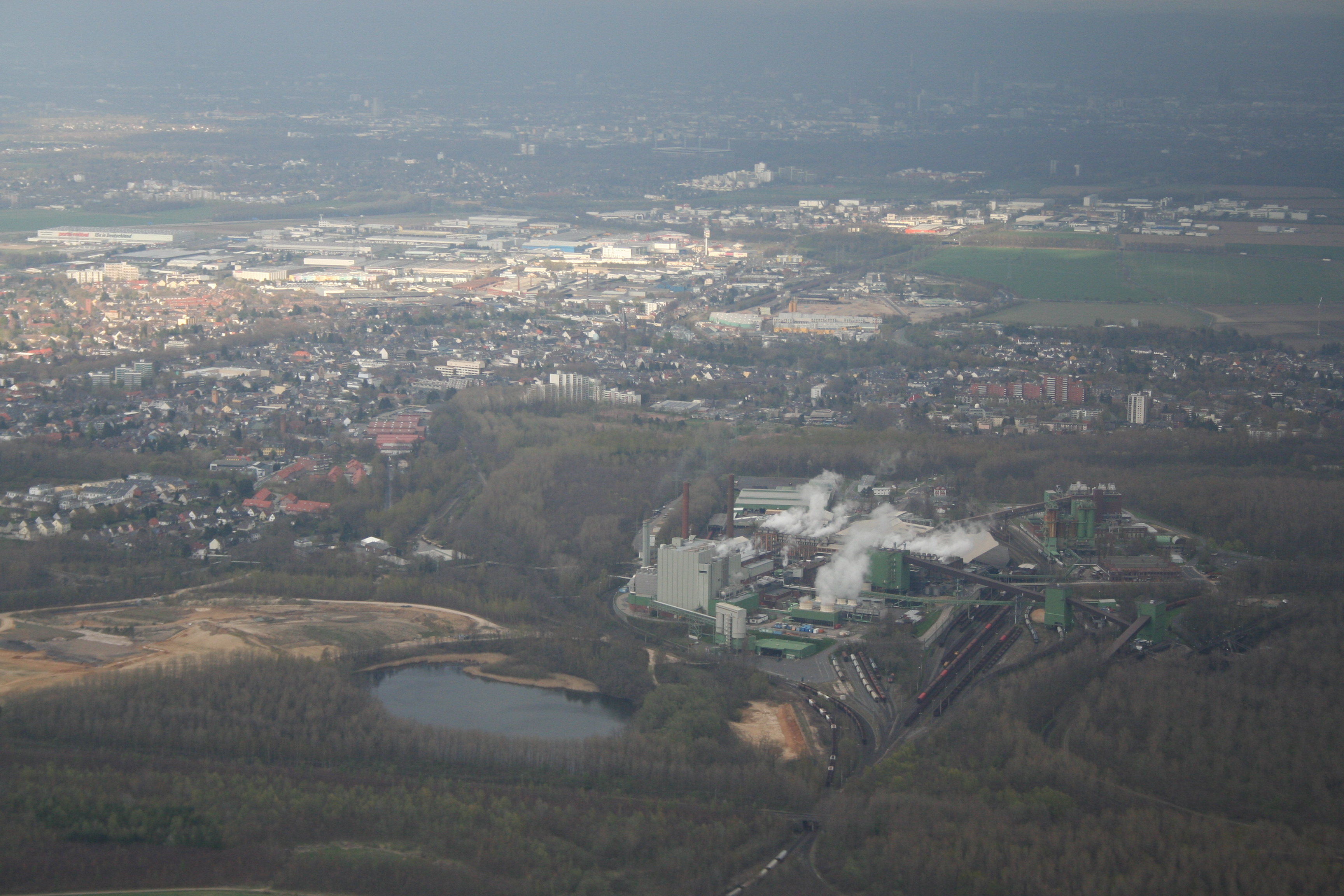
Industrielocatie Wachtberg (2008, vóór de sluiting van de brikettenfabriek). Uiterst links op de foto het RWE-researchlab.

De industriële winning in dagbouw van zilverzand (Quarzsand) is al sedert het eind van de 19e eeuw gaande. De belangrijkste groeve bevindt zich ten noordwesten van de stad, tussen de stadsdelen Buschbell en Grube Carl.
De winning en verwerking van bruinkool is sinds 2022 verleden tijd. Wel bestaat een aantal gebouwen van de voormalige brikettenfabriek Sibylla nog. Het energiebedrijf RWE heeft er een researchlaboratorium in gebruik.
Door de gunstige ligging, nabij de grote stad Keulen en aan talrijke verkeersaders, is Frechen zetel van talrijke ondernemingen, vooral handels- en logistieke bedrijven.
Zo is in de stad Lekkerland SE & Co. KG gevestigd, een dochteronderneming van het Rewe-concern. Lekkerland is een distributie- en handelsbedrijf, dat groothandels in snoepgoed en andere levensmiddelen exploiteert in o.a. Nederland en België. Verder heeft Deutsche Post op het uitgebreide industrieterrein tussen Frechen en de buitenwijken van Keulen een distributie- en postsorteercentrum.
Kenmerkend is, dat de enige hogeschool in Frechen, de Fachhochschule Mittelstand (FHM), opleidt voor leidinggevende beroepen, die met o.a. management in de detailhandel te maken hebben.

## Geschiedenis

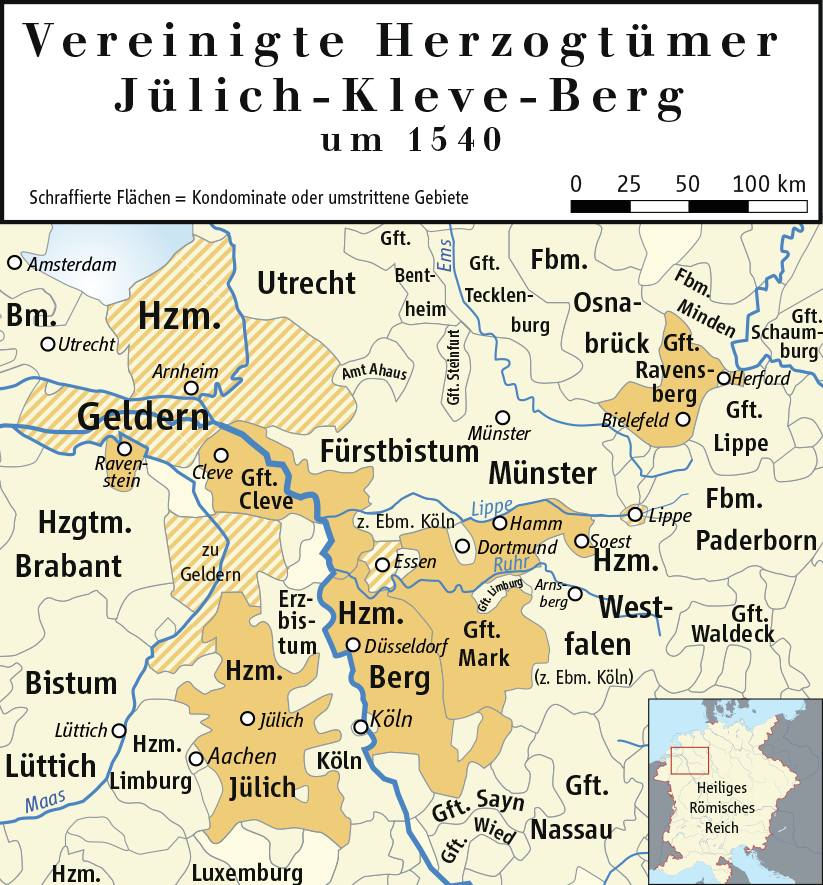
Kaart van het gebied in 1540. Frechen ligt in het grensgebied bij de letter ö van Köln.
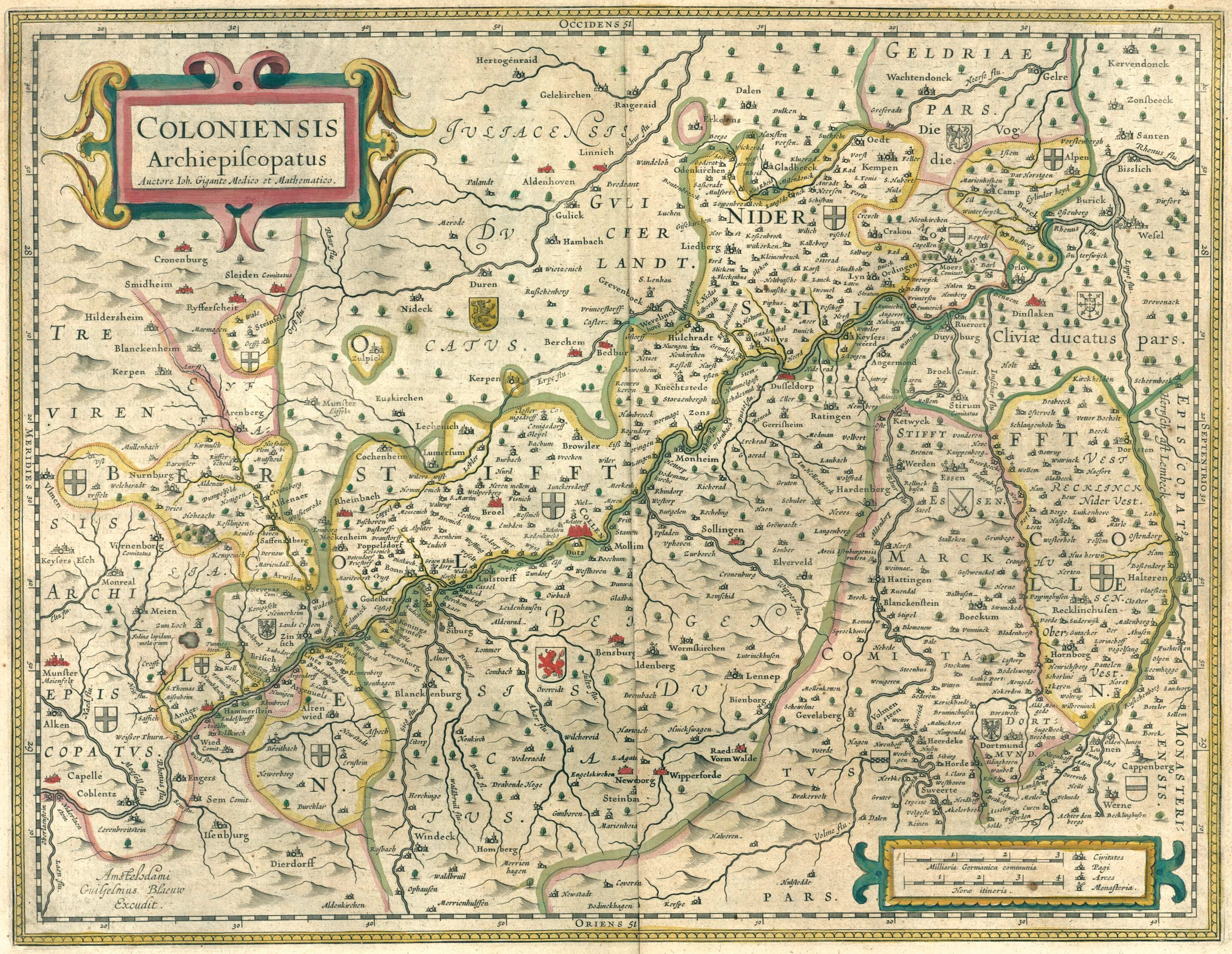
Kaart van het Prinsbisdom Keulen door Joan Blaeu uit 1645. Vrechen lag toen de facto op Keuls gebied.

In de laatste eeuwen van het Romeinse Rijk en daarna in de Frankentijd, dus in de vroege middeleeuwen, was, blijkens archeologische vondsten, het gebied van het huidige Frechen door kleine groepen mensen bewoond, die op kleine schaal ook al zilverzand dolven, als grondstof voor de glasproductie.
Frechen behoorde in de middeleeuwen beurtelings tot het Hertogdom Gulik (formeel van 1230, toen Willem IV van Gulik het gebied in leen kreeg, tot 1794) of het Prinsbisdom Keulen. Het was oorspronkelijk een langgerekt wegdorp langs een beek. Op grond van vroegmiddeleeuwse documenten wordt aangenomen, dat het dorp al in de 8e of 9e eeuw bestond en een eigen kerkje had. In 1256 werd het dorp Frechen door toedoen van Keulse mannen door brand verwoest tijdens een lokaal oorlogje.
In 1606 werd Frechen vermoedelijk tijdelijk veroverd door Spaanse troepen.
In 1666 stierf de helft van de bevolking van Frechen door een pestepidemie.
In 1717 werd met steun van o.a. Nederlandse protestanten een tegenwoordig evangelisch-lutherse huiskerk in Frechen gebouwd. Dit was oorspronkelijk een combinatie van pastorie en kerkgebouw, met een dakruiter in de vorm van een musicerende engel. In de 20e eeuw is het gebouw diverse malen verbouwd en gerenoveerd, en van een kerktoren voorzien.
Op 25 februari 1948 ontplofte op een schoolplein te Frechen een blindganger uit de Tweede Wereldoorlog. Drie schoolkinderen kwamen daardoor om het leven, 14 anderen raakten gewond.
In 1951 werd aan Frechen het recht toegekend, zichzelf stad te noemen.

### Keramiek
Frechen is beroemd om zijn steengoed keramiek dat eeuwenlang aldaar is vervaardigd. In de 16e t/m 19e eeuw werd dit op 1200-1300 °C gebakken materiaal massaal vervoerd door Europa. In de 16e eeuw waren de kruiken fraai versierd in de stijl van de Renaissance. Kenmerkend voor Frechense steengoedproducten uit de vroege fase zijn de eikenbladeren en eikels en de baardmannen. De gunstige locatie bij de Rijn maakte het vervoer per schip erg gemakkelijk naar bijvoorbeeld Nederland en Engeland. Maar Frechens steengoed kwam via deze handelsnaties tot in Amerika en Oost Azië terecht.
Het meest bekende Frechense steengoed is de baardmankruik. Die evolueerde van kruiken met zeer gedetailleerde in Renaissance-stijl vormgegeven gebaarde gezichten uit ca. 1525-1550 tot lompe abstracte krassen op de hals van de kruiken in de 19e eeuw die een schim waren van de oorspronkelijke voorstelling. Een Gulikse leeuw met in de klauw een baardmankruik siert het stadswapen van Frechen.
Concurrentie in de 16e en 17e eeuw kwam van Keulen (Keuls aardewerk), Westerwaldgebied, Raeren en Siegburg. In de 18e eeuw kwamen daar de Engelse industrieel vervaardigde producten bij. Frechen begon in 1862 met de vervaardiging van steengoed rioolbuizen (gresbuizen), en die productie bestond tot kort vóór het jaar 2010.

### Bruinkool en zilverzand

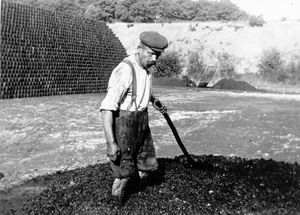
19e-eeuwse Klüttenbäcker, bezig de bruinkool houdende modder aan te stampen
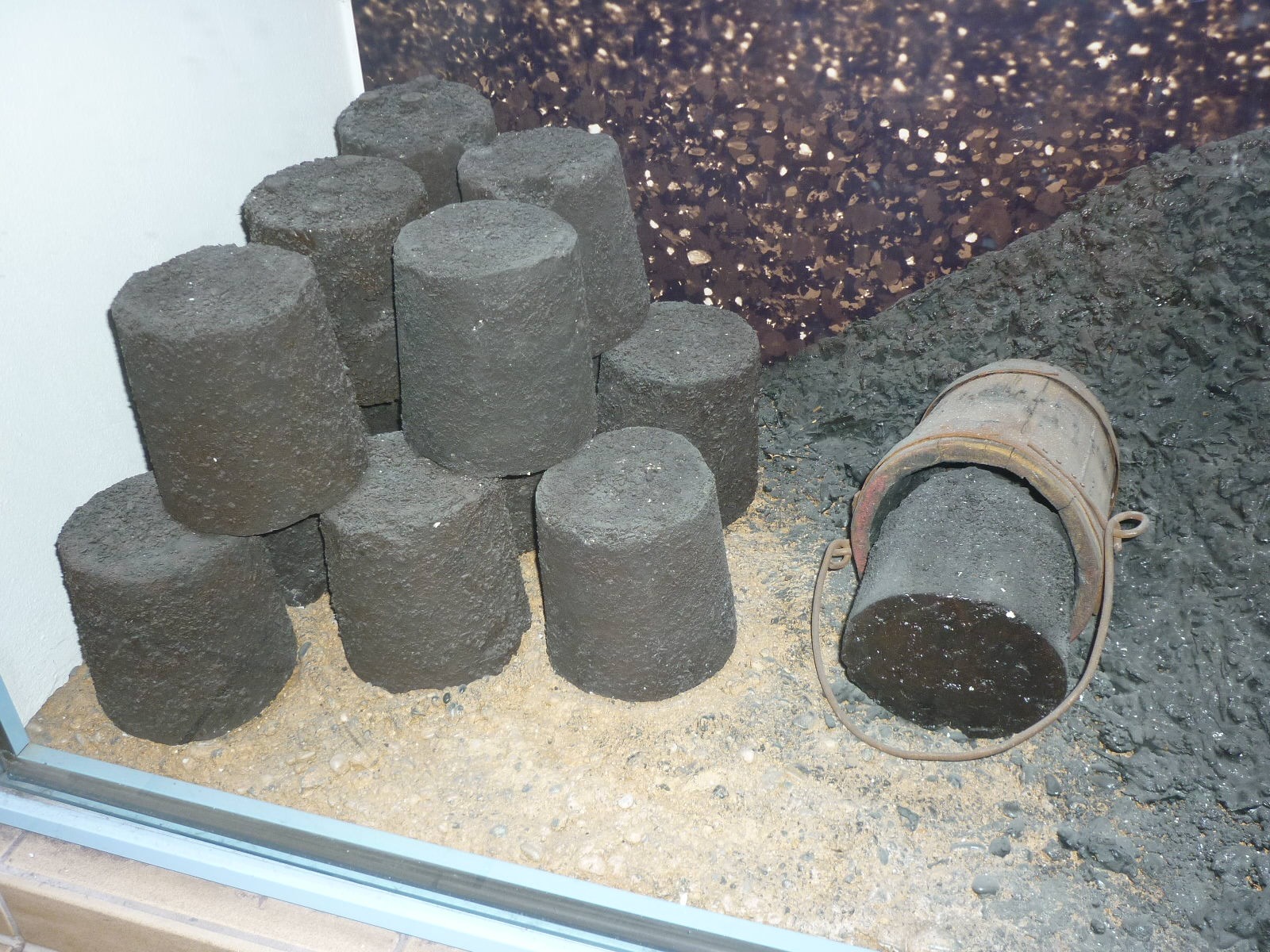
Replica Klütten met emmer, collectie Deutsches Museum, München
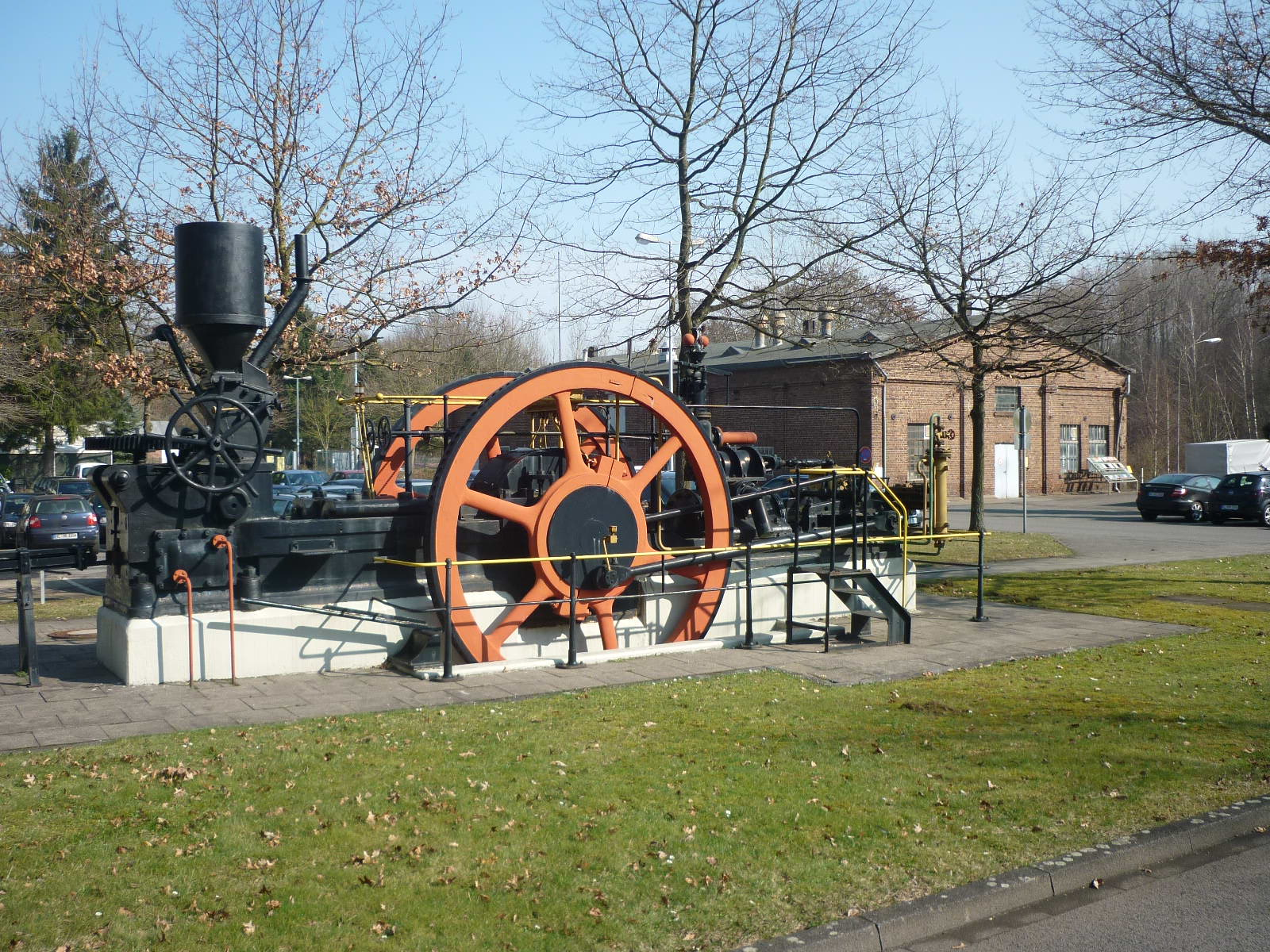
Brikettenpers uit 1902 op de locatie van brikettenfabriek Sibylla
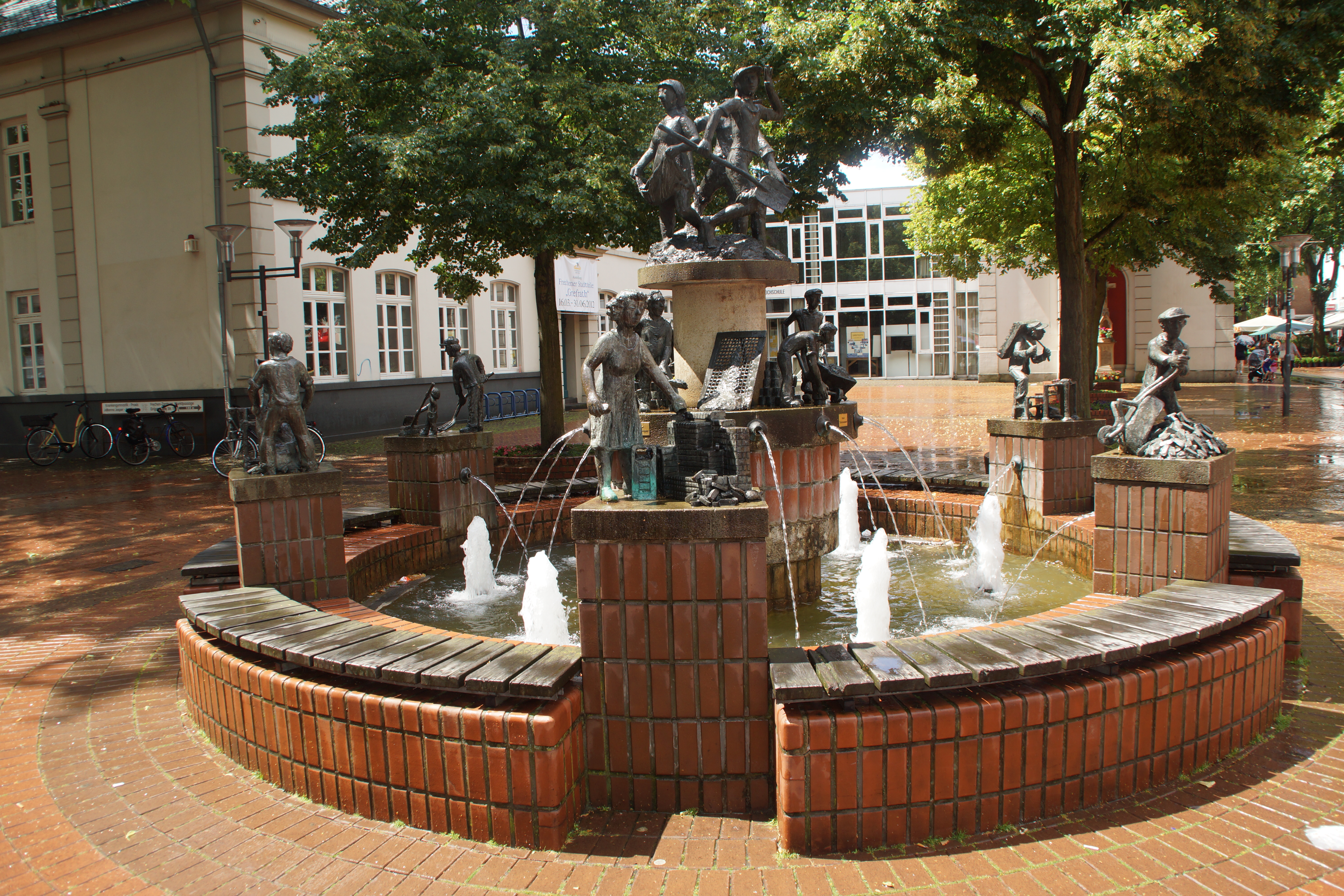
De Klütten-fontein te Frechen
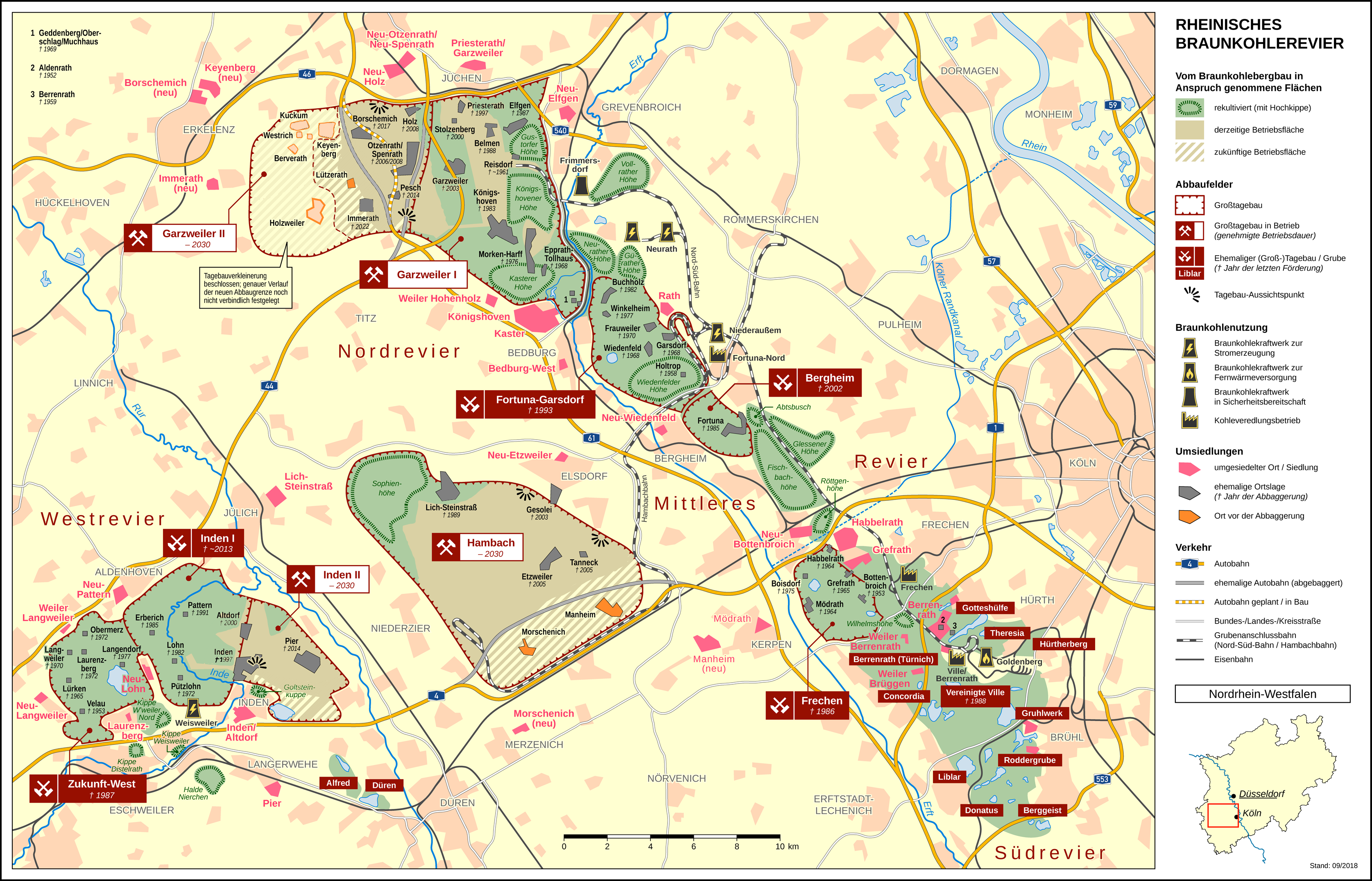
Kaart Rijnlands bruinkoolgebied. Rechtsonder ligt Frechen.

Reeds in de 18e eeuw bestond de traditie van het opdelven, tot juist onder het grondwaterpeil, van Klütten, klompen aarde die rijk waren aan bruinkool. Men groef dikke, bruinkool bevattende modder uit, stampte die aan, deed de op turf lijkende kluiten in houten emmers, keerde de emmers om op een droge plek, waarna de grote stapels Klütten door handelaars werden afgerekend (op stukloonbasis) en meegenomen. Vanaf plm. 1890, na de uitvinding van de brikettenpers, die het materiaal harder en meer geconcentreerd kon stampen, raakte deze methode van bruinkoolwinning technisch verouderd en verdween.
Van 1891, in dagbouw vanaf 1951, tot circa 1986 werd in de Bruinkoolgroeve Frechen bruinkool gedolven.
Van 1891 tot 1950 werd ten zuiden van Benzelrath de bruinkoolgroeve Sibylla geëxploiteerd. De bijbehorende brikettenfabriek sloot haar poorten in 1970.
Grote delen van de dorpen Grefrath en Habbelrath, die tegenwoordig in de gemeente Frechen liggen, zijn daarvoor gesloopt en elders herbouwd (op bovenstaande kaart als roze vlekken aangegeven). Zie ook: Rijnlands bruinkoolgebied. Na de sluiting van de groeve werd deze dichtgestort.
Zilverzand is ook een delfstof, die al sedert lang (1884) wordt gedolven. Vanaf 1893 bestaat een apart spoorlijntje voor o.a. de afvoer van zilverzand, maar ook voor bruinkoolbriketten en personenvervoer, tussen Frechen-Benzelrath en de Rijnhaven Keulen-Niehl. Na de Tweede Wereldoorlog maakte dit lijntje, voor wat het personenvervoer betreft, plaats voor tramlijnen. Het voormalige hoofdseinhuis van deze spoorlijn bestaat nog, en is als cultureel centrum en kunstenaarsatelier (Kunstzentrum Signalwerk) in gebruik. Van 2011 tot 2017 had de van de Stolpersteine bekende kunstenaar Gunter Demnig hier zijn atelier. Een soortgelijk gebouw, daar dichtbij, aan de andere kant van het spoor, is nu een feestzaal (event location).

## Bezienswaardigheden, evenementen
- Keramiekmuseum Stiftung Keramion Zentrum für moderne+historische Keramik Frechen, gevestigd in een opvallend, uit 1971 daterend gebouw in de vorm van een pottenbakkersschijf. Dit gebouw is ontworpen door de bekende Keulse architect Peter Neufert.
- Jaarlijkse keramiekmarkt (Töpfermarkt)
- Monumentaal is de uit 1957 daterende bioscoop Linden-Theater, die sinds de ingebruikname vrijwel onveranderd is gebleven. Zelfs uit de begintijd daterende 35-mm-Ernemann-filmprojectors zijn nog aanwezig. In vrijwel geen enkele andere bioscoop in Duitsland is de toestand van eind jaren-1950 zo goed bewaard gebleven. Mede daarom is het Linden-Theater in 1993 onder monumentenzorg geplaatst. Er worden zowel gewone, commerciële films als zogenaamde filmhuis-producties vertoond.
- Haus Bitz te Bachem is een ten dele nog historisch, omgracht kasteel. Het is als kantoorgebouw in gebruik en kan niet worden bezichtigd.
- Dichtbij Haus Bitz staat de Burg Bachem, die in twee etappes, in de 17e eeuw en in 1705, na verwoesting tijdens de Dertigjarige Oorlog is herbouwd. Het huidige gebouw is gesplitst in 7 woonappartementen en kan niet worden bezichtigd.

## Afbeeldingen

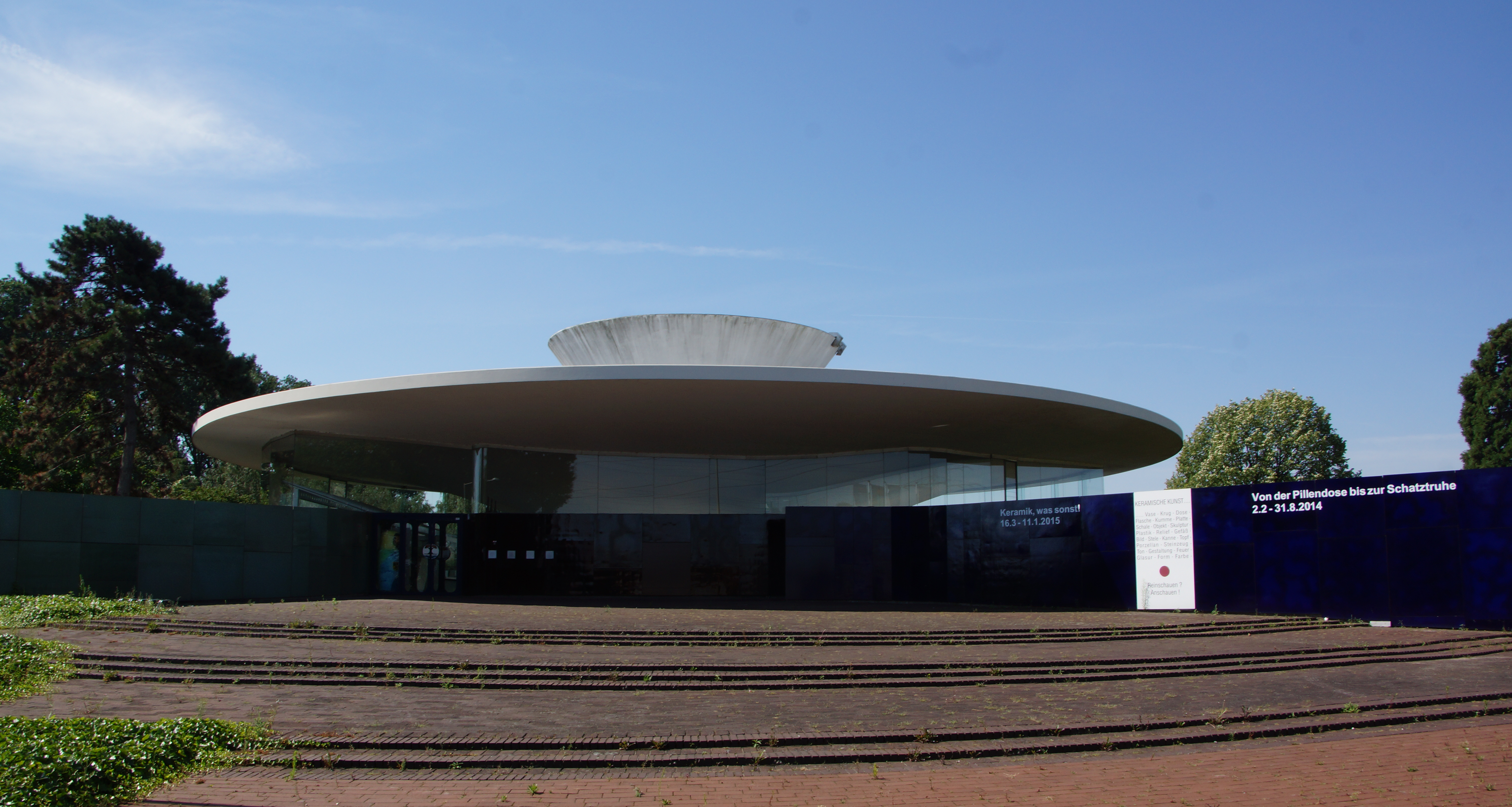
Museum Keramion
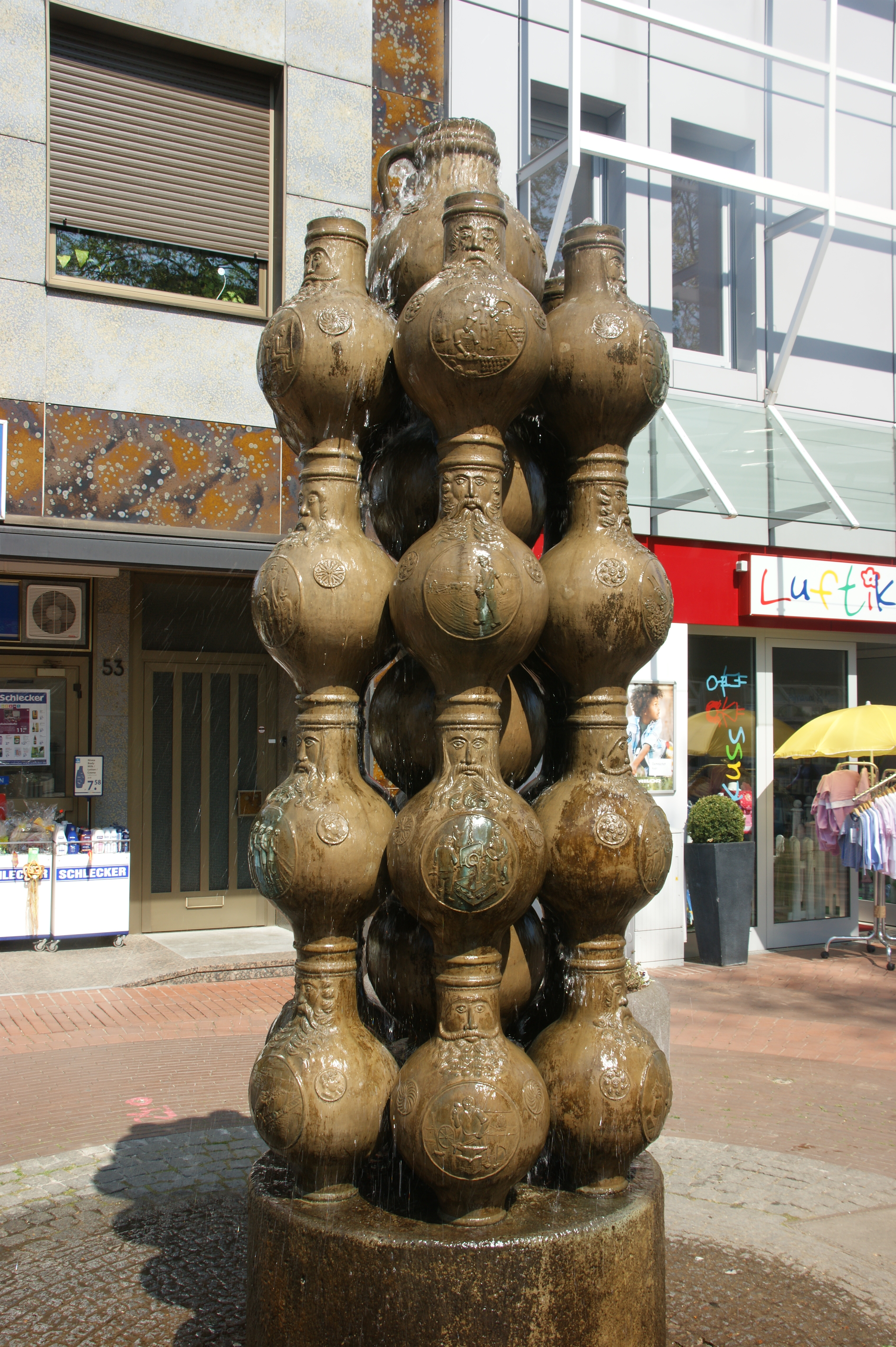
Fontein in de stad in de vorm van baardman-kruiken, door Olaf Höhnen
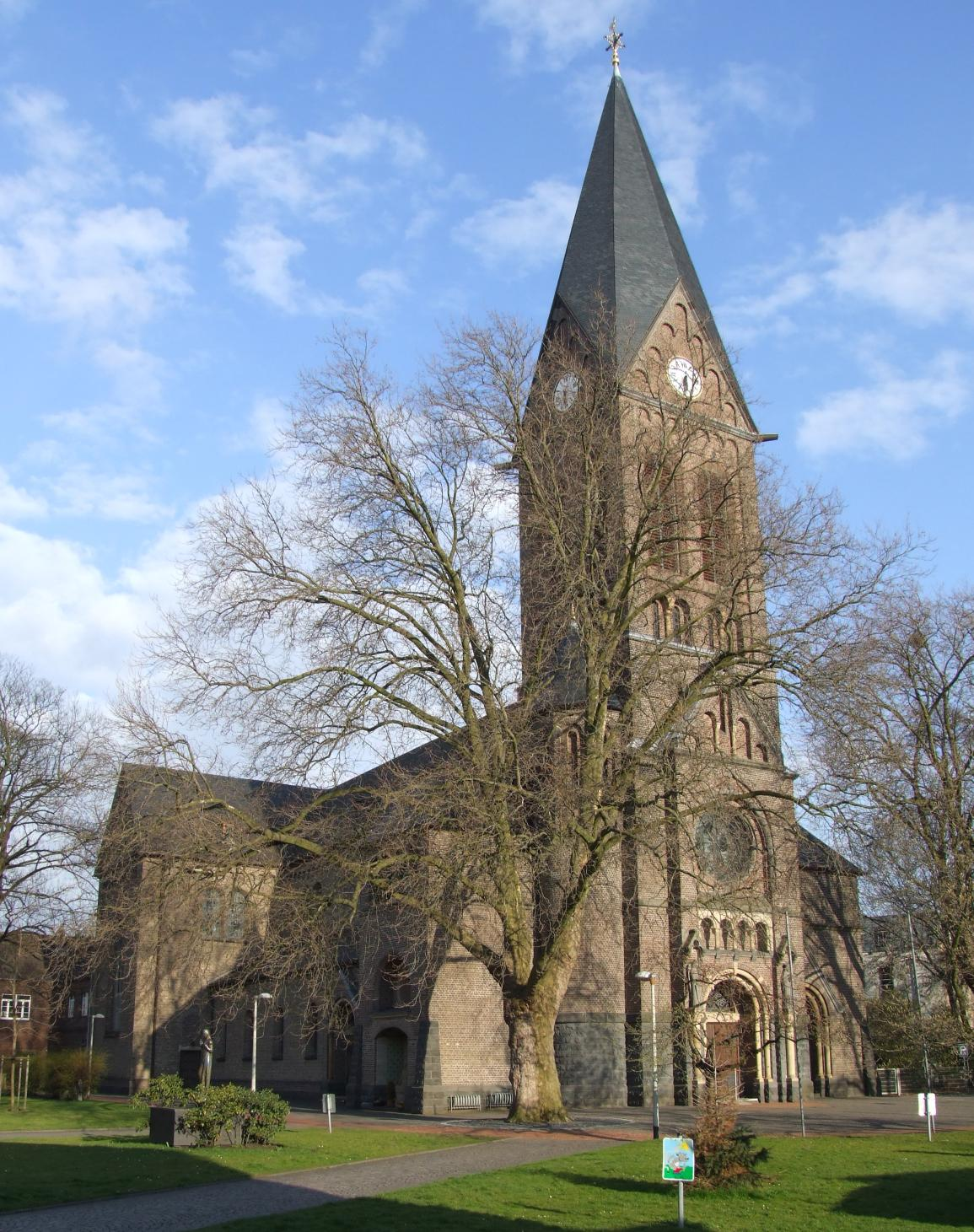
R.K. Sint-Audomaruskerk (bouwperiode: 1849-1859; bouwstijl: neoromaans; toren: 1909)
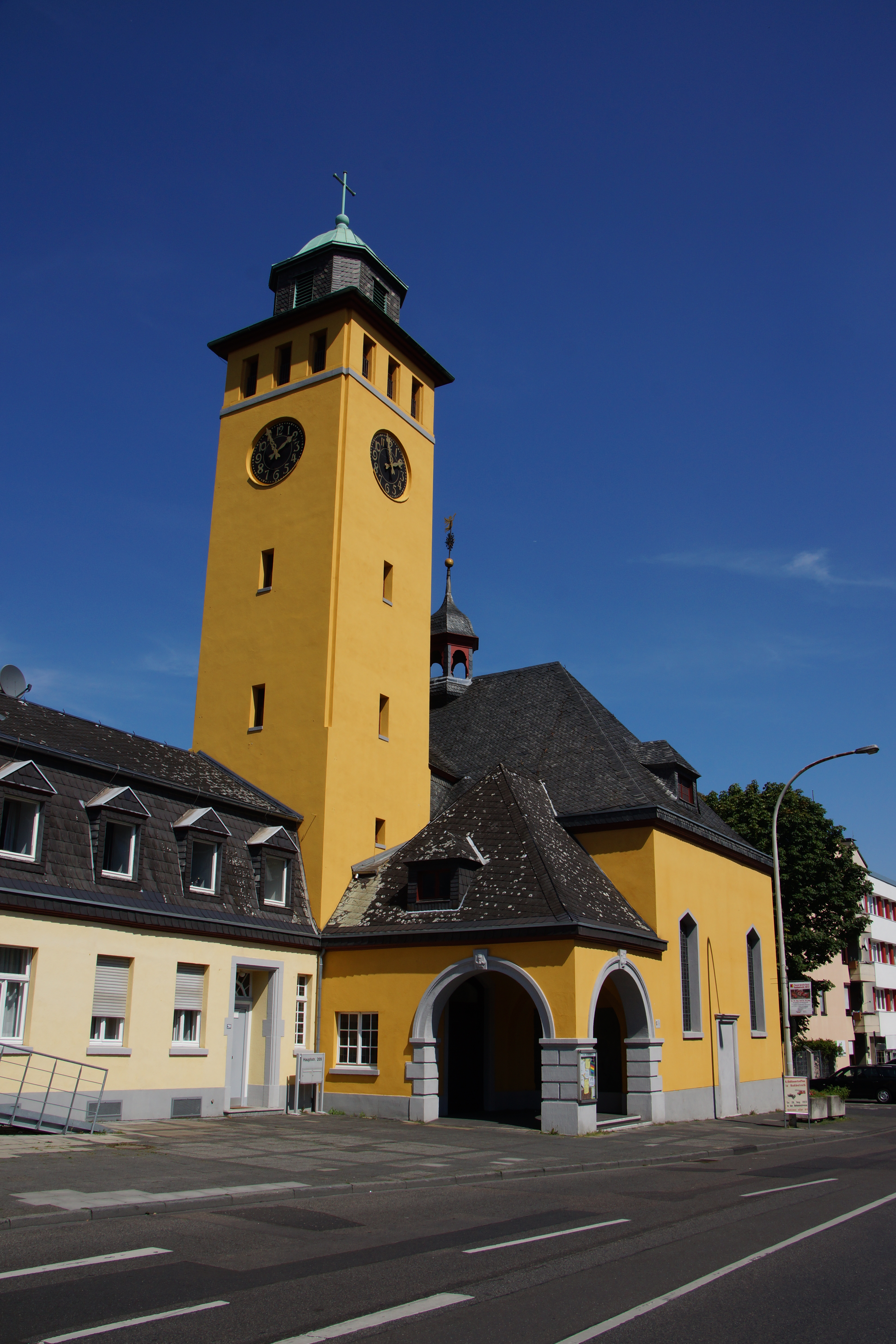
Evangelisch-lutherse kerk
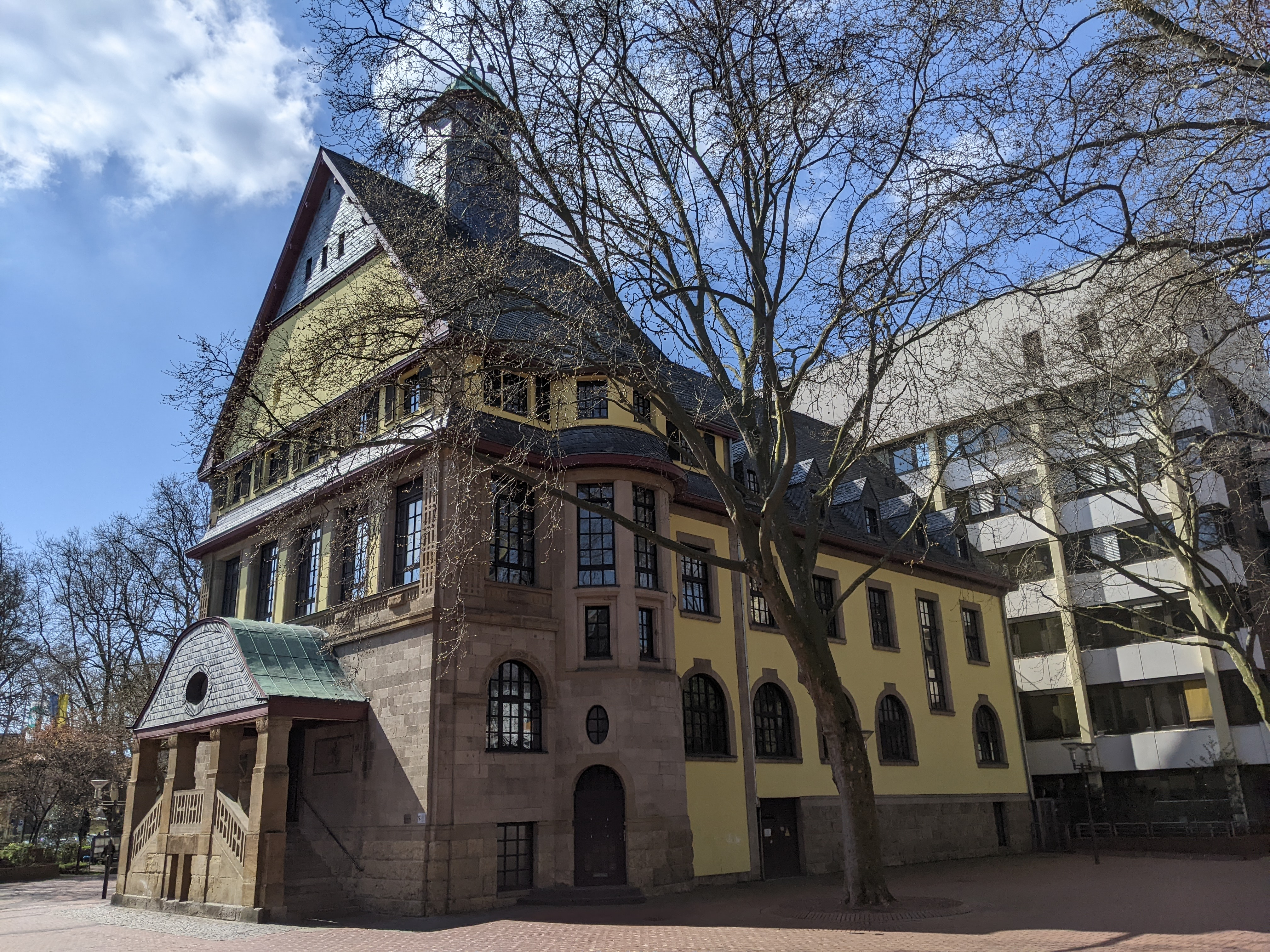
Oude raadhuis (1909)
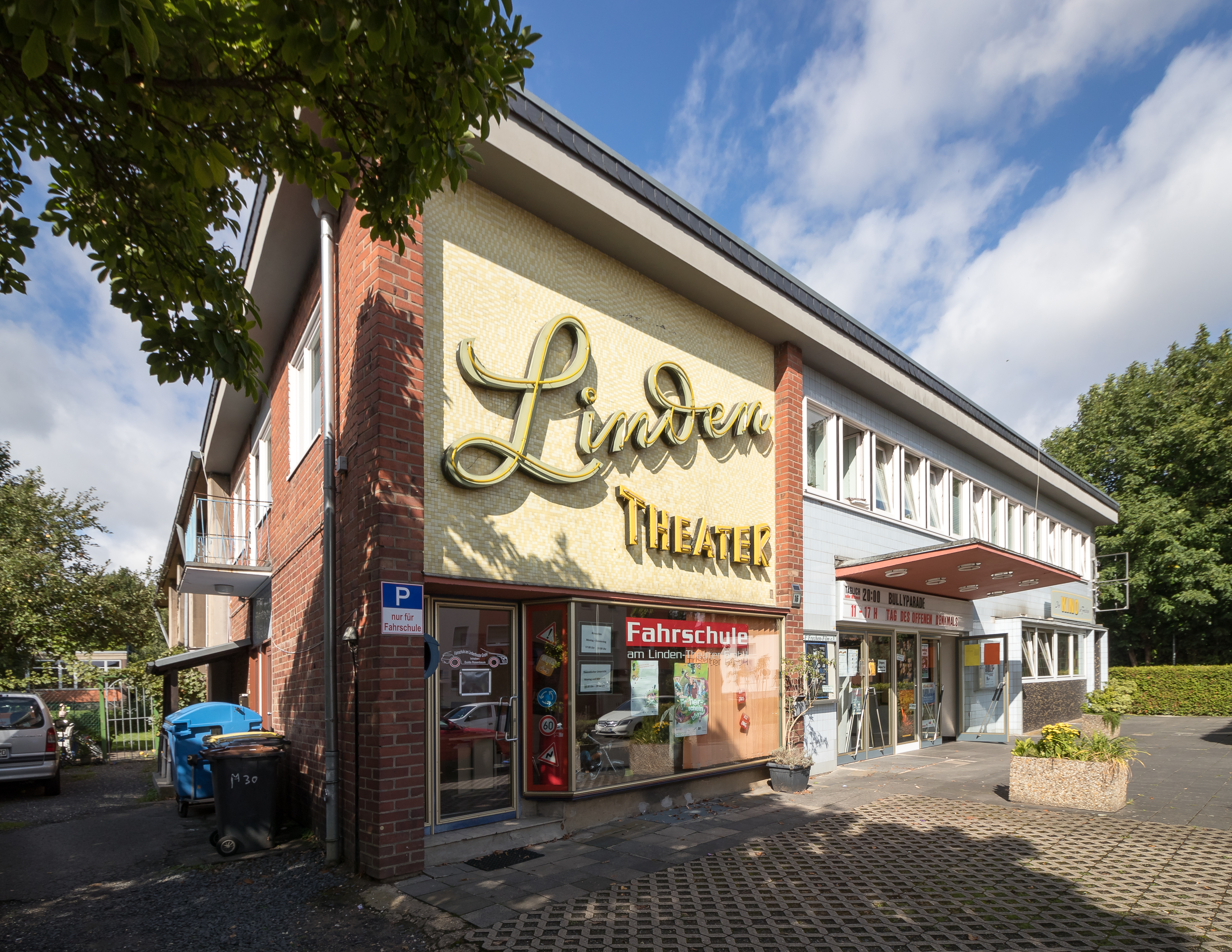
Bioscoop Lindentheater
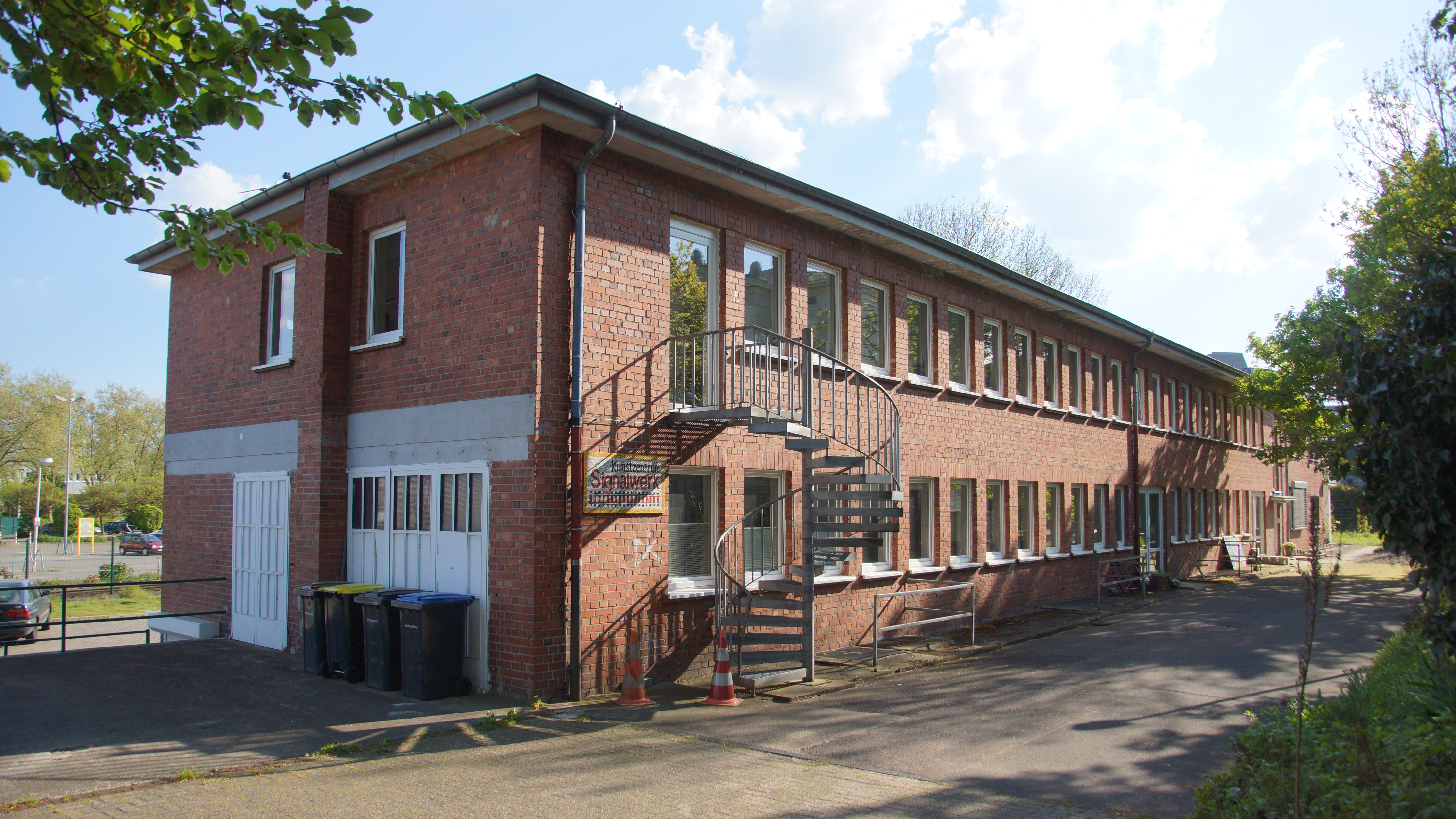
Kunstcentrum Signalwerk
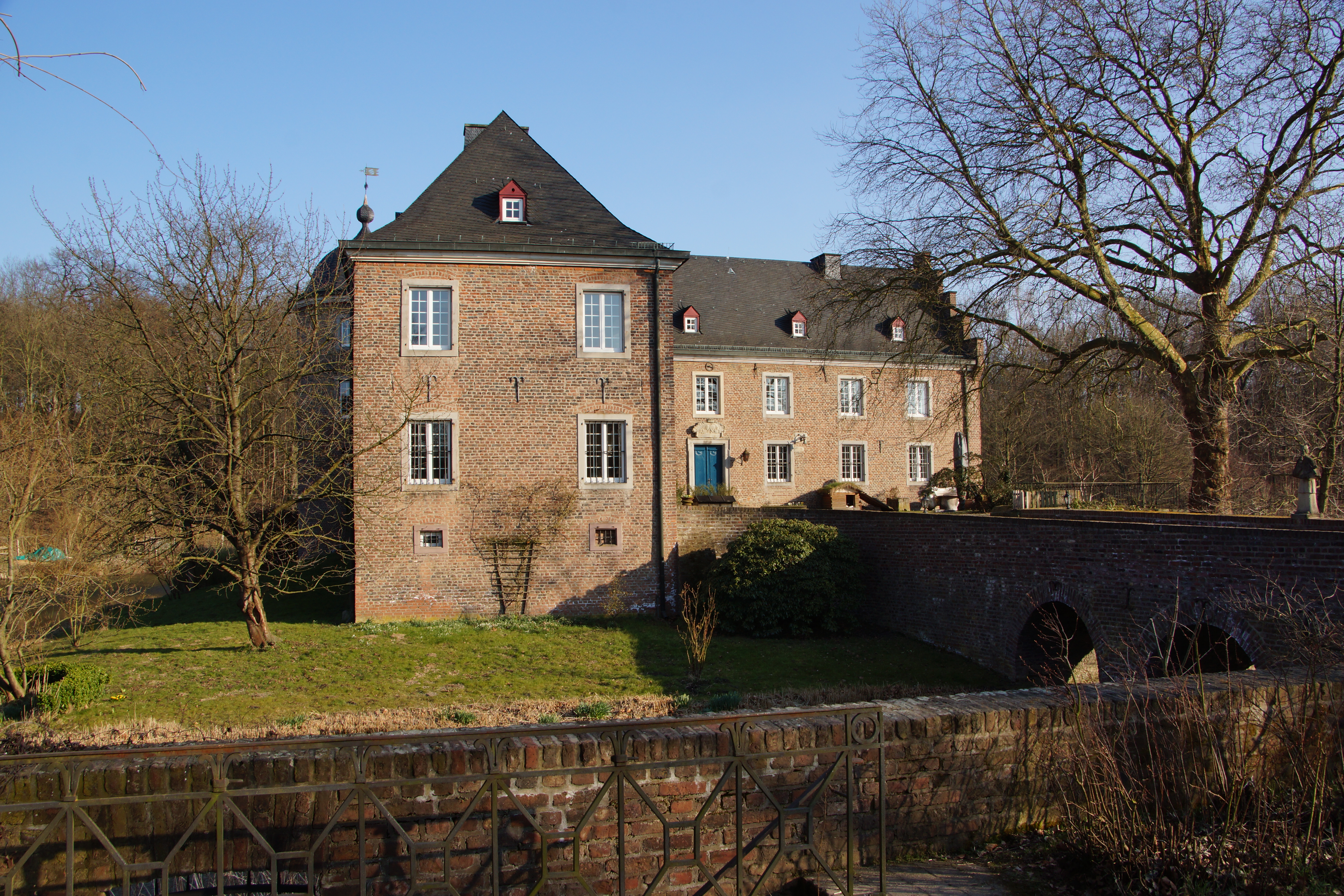
Burg Bachem
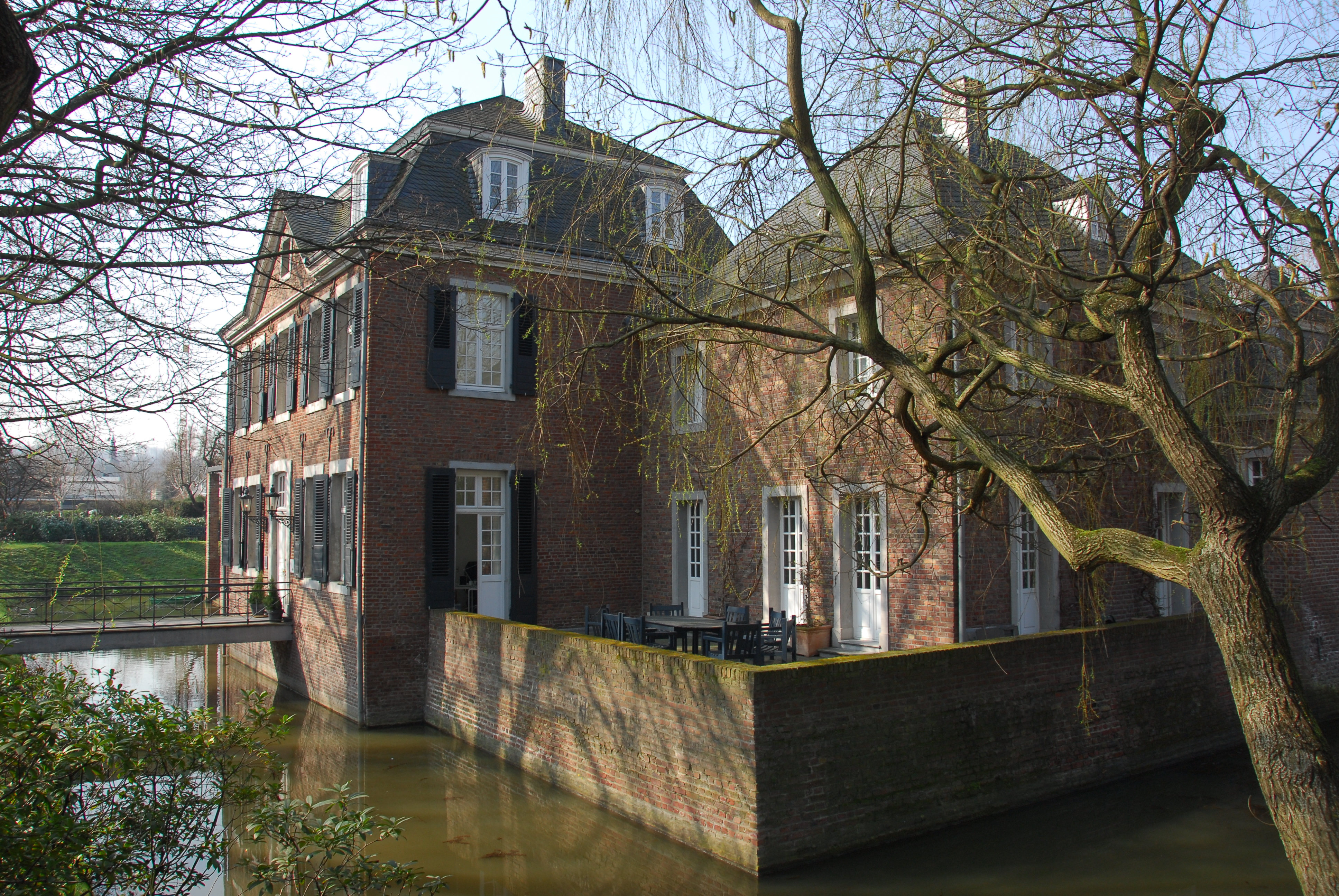
Noordoostzijde Haus Bitz, Frechen-Bachem

## Partnergemeente
Sedert 1958 onderhoudt Frechen een jumelage met Kapfenberg in Oostenrijk.

## Met de gemeente verbonden personen

### Geboren

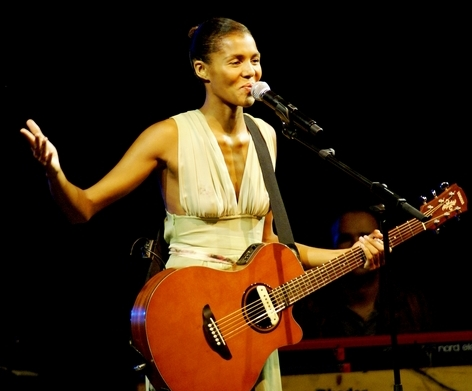
De, met name in het Franstalige gebied, zeer succesvolle zangeres Ayọ in Monaco in 2007

- André Elissen (1960), politicus
- Kirsten Bolm (1975), hordeloopster
- Björn Otto (1977), polsstokhoogspringer
- Pierre Vogel (1978), bokser, aanhanger van het Salafisme, een richting binnen de islam
- Ayọ (* 14 september 1980), artiestennaam van Joy Olasunmibo Ogunmakin, zangeres met Nigeriaanse roots, in de muziekstijlen soul, reggae en folk.
- Sonja Bertram (1984), actrice
- Marcel Heller (1986), voetballer
- Lennart Thy (1992), voetballer

### Overigen
- Ernst Huberty (1927 - 2023), sportjournalist en tv-presentator, bij leven inwoner van Frechen
- Heino Falcke (1966), astronoom, inwoner van Frechen, aldaar ook evangelisch-luthers dominee